# Умберто Коломбо (футболіст)
Умберто Коломбо (італ. Umberto Colombo, 21 травня 1933, Комо — 26 жовтня 2021) — італійський футболіст, що грав на позиції півзахисника, зокрема, за «Ювентус», «Аталанту», а також національну збірну Італії.

## Клубна кар'єра
Народився 21 травня 1933 року в місті Комо. Вихованець футбольної школи клубу «Ювентус».
Дорослу футбольну кар'єру розпочав 1952 року виступами на умовах оренди за «Монцу», за яку відіграв два сезони.
1954 року повернувся до «Ювентуса», де поступово став гравцем основного складу. Відіграв за «стару сеньйору» наступні сім сезонів своєї ігрової кар'єри. Тричі, в сезонах 1957/58, 1959/60 та 1960/61, виборював титул чемпіона Італії, двічі ставав володарем Кубка Італії.
Згодом протягом 1961—1966 років виступав за «Аталанту», у складі якої 1963 року додав до переліку своїх трофеїв ще один титул володаря Кубка Італії.
Завершував ігрову кар'єру у «Вероні», за яку виступав протягом 1966—1967 років.

## Виступи за збірну
1959 року дебютував в офіційних матчах у складі національної збірної Італії грою на Кубок Центральної Європи 1955—1960 проти угорців. Наступного року провів ще дві гри за національну команду.
| Дата       | Місто     | Господарі | Результат | Гості     | Турнір                             | Голи | Примітки |
| ---------- | --------- | --------- | --------- | --------- | ---------------------------------- | ---- | -------- |
| 29-11-1959 | Флоренція | Італія    | 1 – 1     | Угорщина  | Кубок Центральної Європи 1955—1960 | -    |          |
| 6-1-1960   | Неаполь   | Італія    | 3 – 0     | Швейцарія | Кубок Центральної Європи 1955—1960 | -    |          |
| 13-3-1960  | Барселона | Іспанія   | 3 – 1     | Італія    | товариський матч                   | -    |          |
| Усього     |           | Матчів    | 3         |           | Голів                              | 0    |          |

## Титули і досягнення
- Чемпіон Італії (3):

«Ювентус»: 1957-1958, 1959-1960, 1960-1961
- Володар Кубка Італії (3):

«Ювентус»: 1958-1959, 1959-1960
«Аталанта»: 1962-1963